# لي تشينغ
لي تشينغ (بالصينية: 李靜) هو لاعب تنس الطاولة صيني، ولد في 7 مارس 1975 في هونغ كونغ في الصين.

## وصلات خارجية
- لي تشينغ على موقع منظمة تنس الطاولة العالمي (الإنجليزية)
- لي تشينغ على موقع اللجنة الأولمبية الدولية (الإنجليزية)
- لي تشينغ على موقع أوليمبيديا (الإنجليزية)